# 3-D Ultra Pinball (videojuego)
3-D Ultra Pinball es un videojuego lanzado en 1995, y es el primer juego en la serie de videojuegos 3-D Ultra Pinball.

## Jugabilidad
El juego original 3-D Ultra Pinball fue lanzado en 1995. Este juego está basado en el juego de simulación espacial Outpost. Existen tres mesas llamadas «Colony», «Command Post» y «Mine». Cada mesa cuenta con cinco desafíos. También existen «minimesas» con sus propios flippers. El objetivo es armar y lanzar una nave espacial, completando todo el recorrido del juego.

## Recepción
Al reseñar la versión de Macintosh, un crítico de Next Generation comentó que «hay algo de sustancia en el argumento de que pinball no es un juego pensado para un monitor, pero 3-D Ultra Pinball funciona, y funciona muy bien». Él elogió particularmente el hecho de que tanto los gráficos como las físicas incluyen elementos que no son posibles en una mesa de pinball real, pero manteniéndose «fiel al espíritu del pinball». A pesar de esto, solo le dio dos de cinco estrellas. Recibió un puntaje de 3,5 de 5 de parte de MacUser.
De acuerdo con la empresa de investigación del mercado PC Data, 3-D Ultra Pinball fue el 18.º juego de computadora más vendido en los Estados Unidos en el año 1996. De acuerdo con Sierra On-Line, sus ventas superaron las 250.000 copias para finales de marzo de 1996.

## Desarrollo
Un port para la Sega Saturn fue planeado, pero fue cancelado por razones desconocidas.